# Aporosa banahaensis
Aporosa banahaensis är en emblikaväxtart som först beskrevs av Adolph Daniel Edward Elmer, och fick sitt nu gällande namn av Elmer Drew Merrill. Aporosa banahaensis ingår i släktet Aporosa och familjen emblikaväxter. Inga underarter finns listade i Catalogue of Life.